# Bislicher Insel
Koordinaten: 51° 39′ 5″ N, 6° 30′ 27″ O

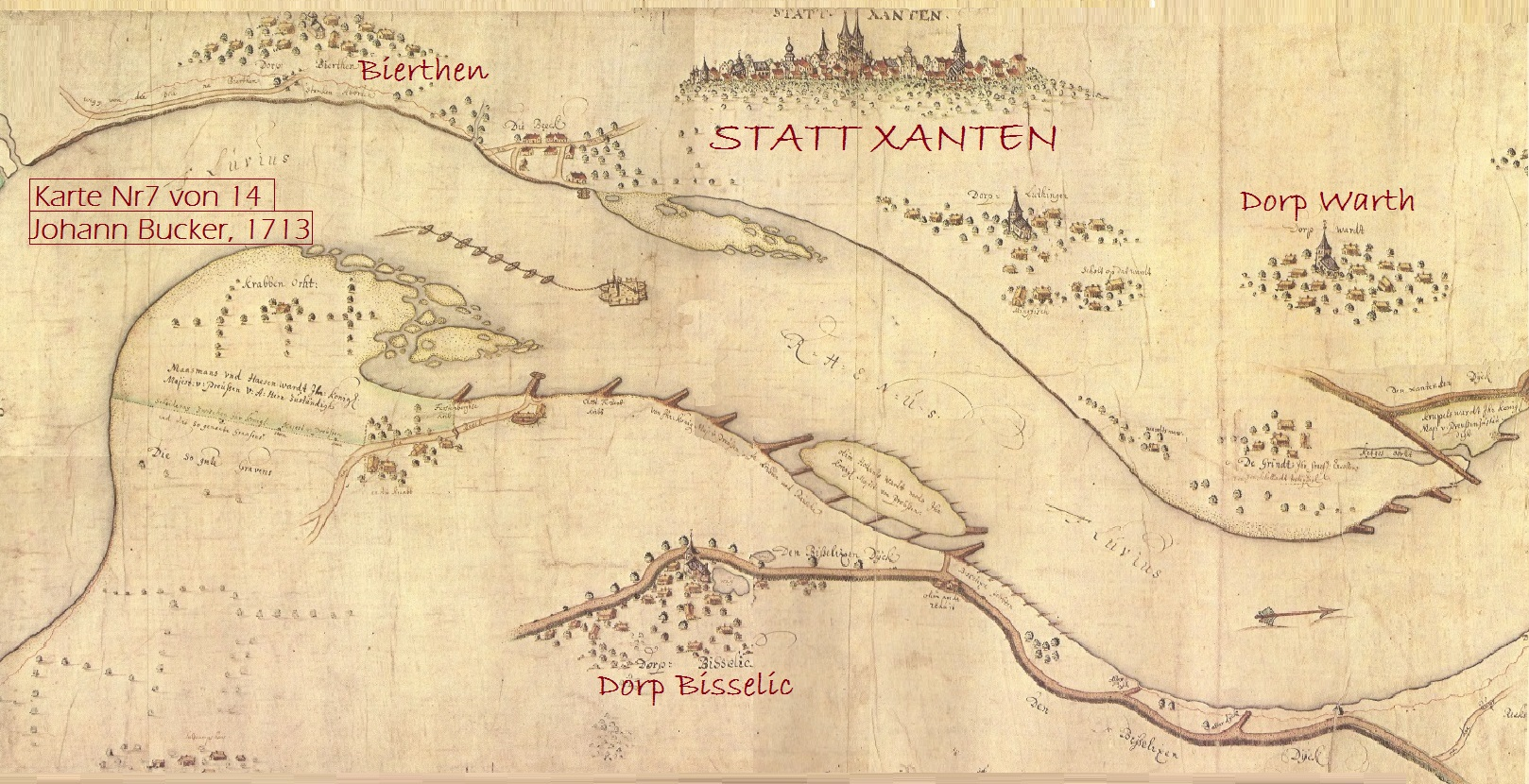
Buckersche Rheinkarte Nr. 7: Rheinverlauf bei Xanten, 1713 (vor der Entstehung der Bislicher Insel)

Die Bislicher Insel liegt zwischen Ginderich und Xanten im Kreis Wesel und ist eine der wenigen noch vorhandenen Auenlandschaften in Deutschland. Geographisch gesehen ist sie allerdings keine Insel. Die Gesamtfläche beträgt 12 km², wovon 10,53 km² als Naturschutzgebiet ausgewiesen sind.

## Entstehung der Bislicher Insel
Die Bislicher Insel entstand durch Flusslaufänderungen des Rheins. Zu Zeiten der Römer existierte neben dem heutigen Bislich eine Insel im Rhein, die südlich von einem Mäander und nördlich vom Rhein selbst umflossen wurde. Später hat sich das Flussbett immer weiter nach Süden verlagert und mehrfach die Ortschaft Birten verdrängt, bis es vor circa 200 Jahren vollständig im Bereich des heutigen Xantener Altrheins lag.
Die Zeichnung des Xantener Kartographen Johann Bucker verdeutlicht, dass es die so bezeichnete Bislicher Insel – wie sich das Gelände heute darstellt – um 1713 noch gar nicht gab. Der Rhein floss durch den heutigen Altrheinarm. Etwa dort, wo seinerzeit sich Krabben Orth befand, entstand durch Wasserbaumaßnahmen später der Bereich der heutigen Bislicher Insel. Der Altrheinarm wurde zu einem Nebenarm.

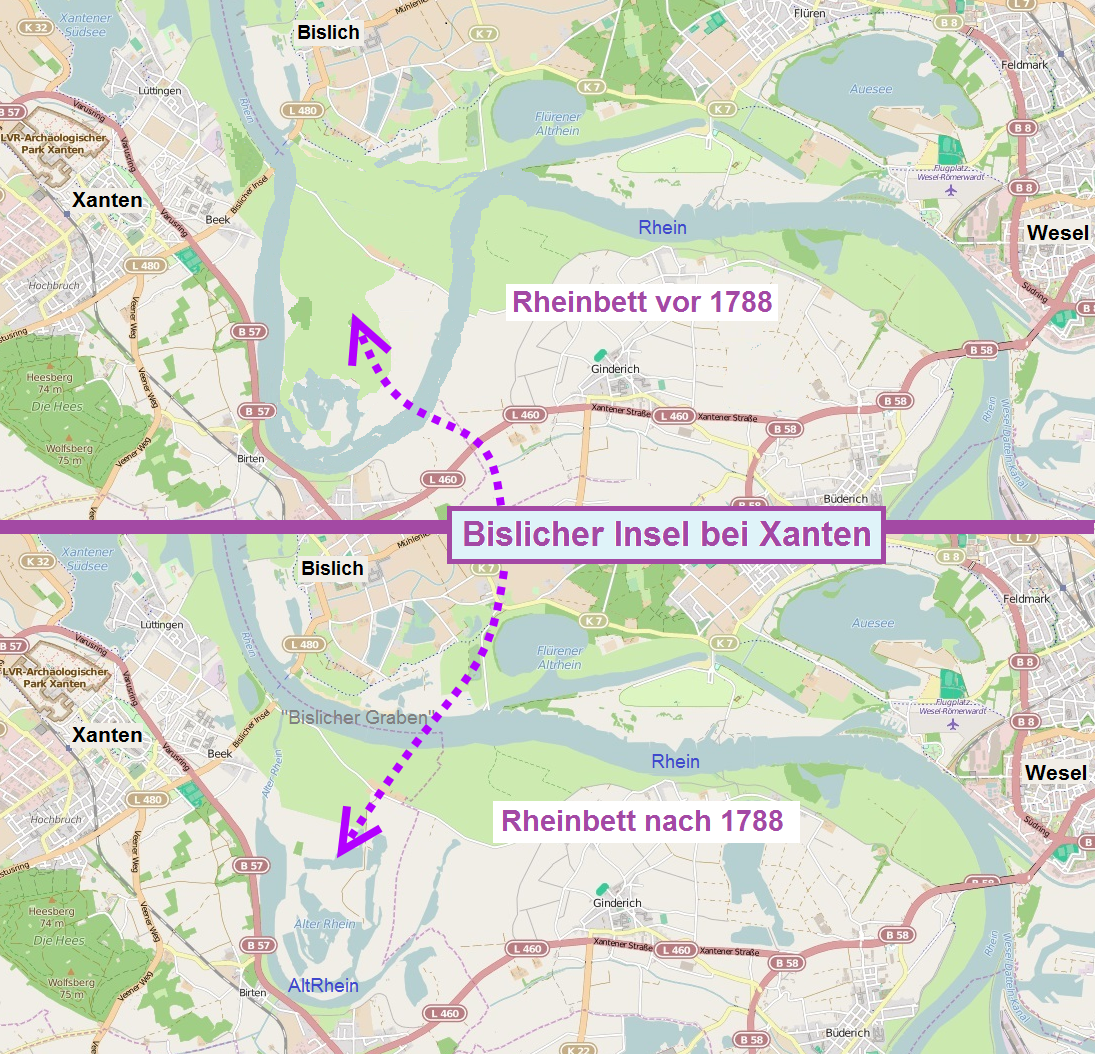
Bislicher Insel vor und nach der Rheinregulierung im Jahre 1788

Wegen des großen Umwegs hatte Friedrich der Große 1788 den Rhein durch den Bislicher Graben begradigen lassen, der in etwa dem heutigen Verlauf des Rheins entspricht. Durch diesen menschlichen Eingriff wurde der alte Hauptarm zu einem stillen Rheinarm (am Fuße des Hügels vor Birten), der heute nur noch über den Graben „Göt“ oder bei Hochwasser mit dem Rhein verbunden ist. Große Teile der Wasserflächen sind auch dem Kiesabbau zu verdanken. Noch heute erinnern bauliche Überreste (etwa eine große Spundwand) an diese Nachkriegsnutzung und verleihen dem Gebiet einen besonderen Charme. Die Bislicher Insel ist eine Überflutungsfläche bei Hochwasser.
1982 begann der Kommunalverband Ruhrgebiet, einen Teil der Bislicher Insel zu erwerben. Ziel sei es, das Gebiet zu schützen und zu erhalten. Im Zuge dessen wurden eine öffentliche Erholungsstätte geschlossen und stattdessen neue Wasserflächen künstlich geschaffen. Als Kernstück des Naturschutzgebietes gilt der über fünf Kilometer lange Xantener Altrhein mit einem breiten Spektrum an Wasser- und Uferpflanzen sowie Weichholzauenwäldern. Zahlreiche durch Kiesförderungen entstandene Gewässer liegen innerhalb des Grünlandbereiches in regelmäßig durch den Rhein überfluteten Landschaften. Flutrasen prägt die tiefer gelegenen Bereiche, während im Uferbereich des Rheins verschiedene Weiden-, Eschen- und Ulmen-Wälder zur Vielfalt der vorhandenen Lebensräume beitragen. Die Seekannenbestände der Bislicher Insel gelten als die umfangreichsten in Nordrhein-Westfalen.
Beim Rheinhochwasser im Mai 1983 kam es zu einem Schleusen- und Deichbruch an der Bislicher Insel.
Durch den Steinsalzabbau unter der Bislicher Insel werden zwischen 1993 und 2025 an der Tagesoberfläche Senkungen von bis zu 3,5 Metern auftreten; sie begünstigen die Wiedervernässung des grundwassergespeisten Altrheins.

Bislicher Insel
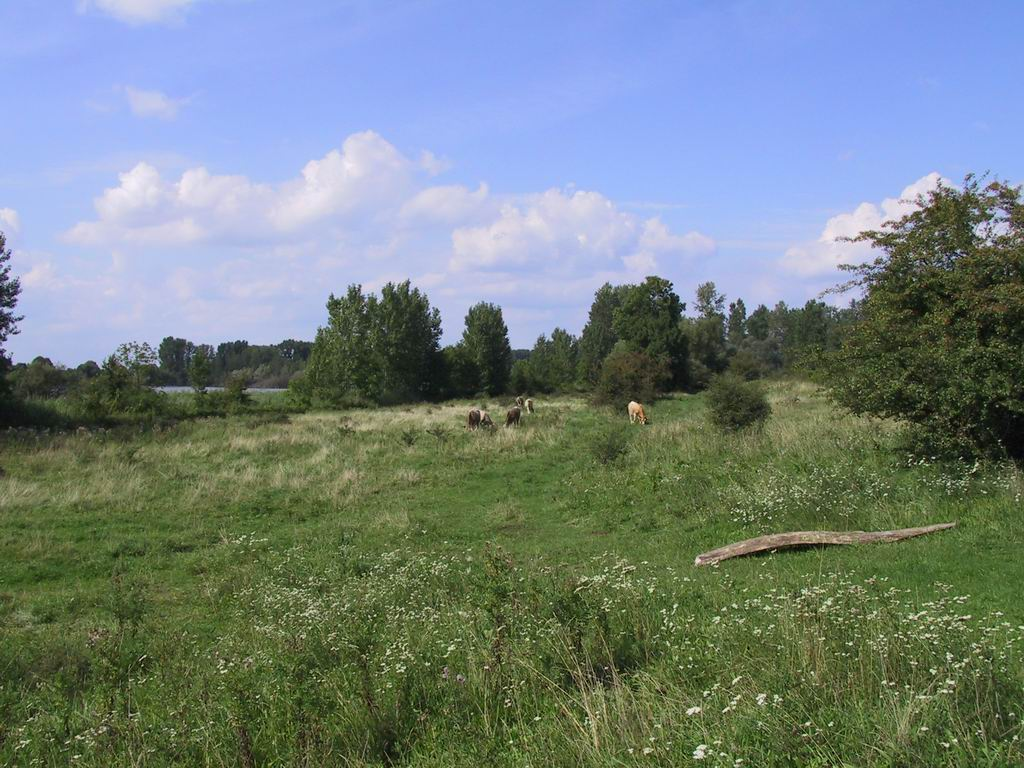
Die Landschaft der Bislicher Insel
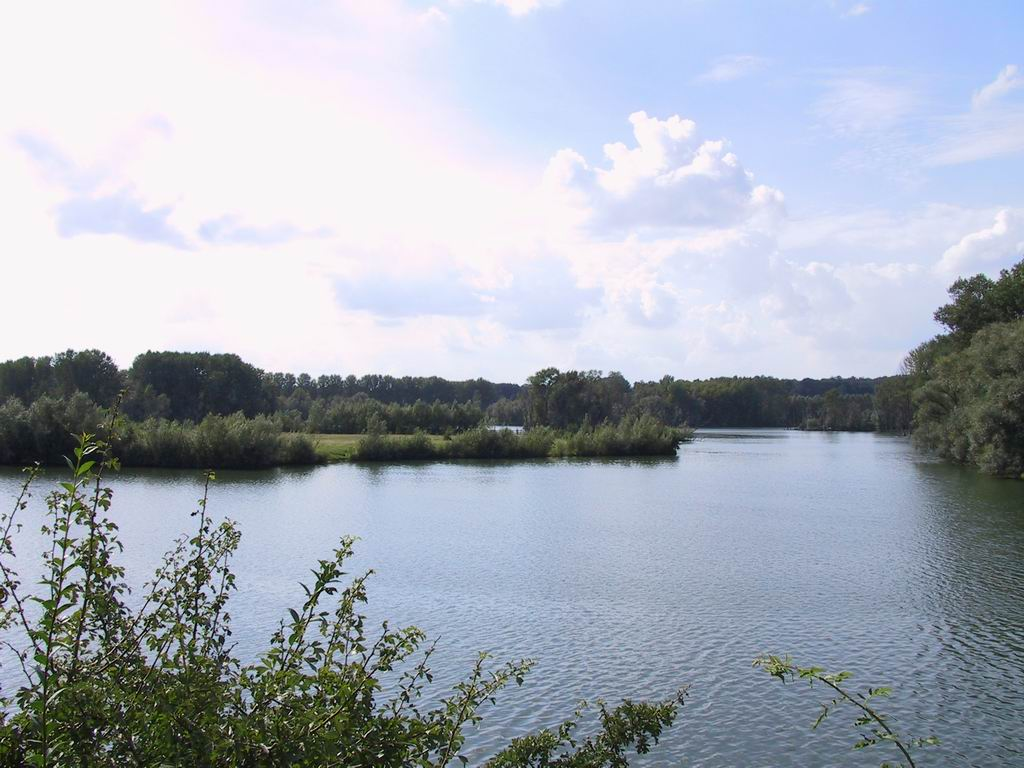
Ein alter Rheinarm
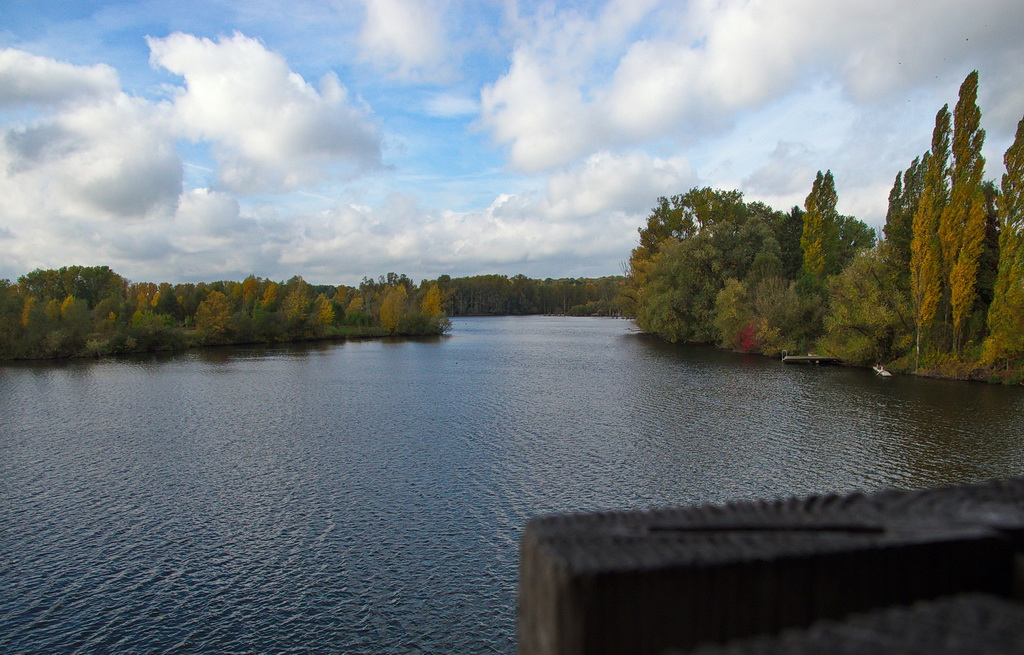
Ausblick aus der 3. Beobachtungskanzel
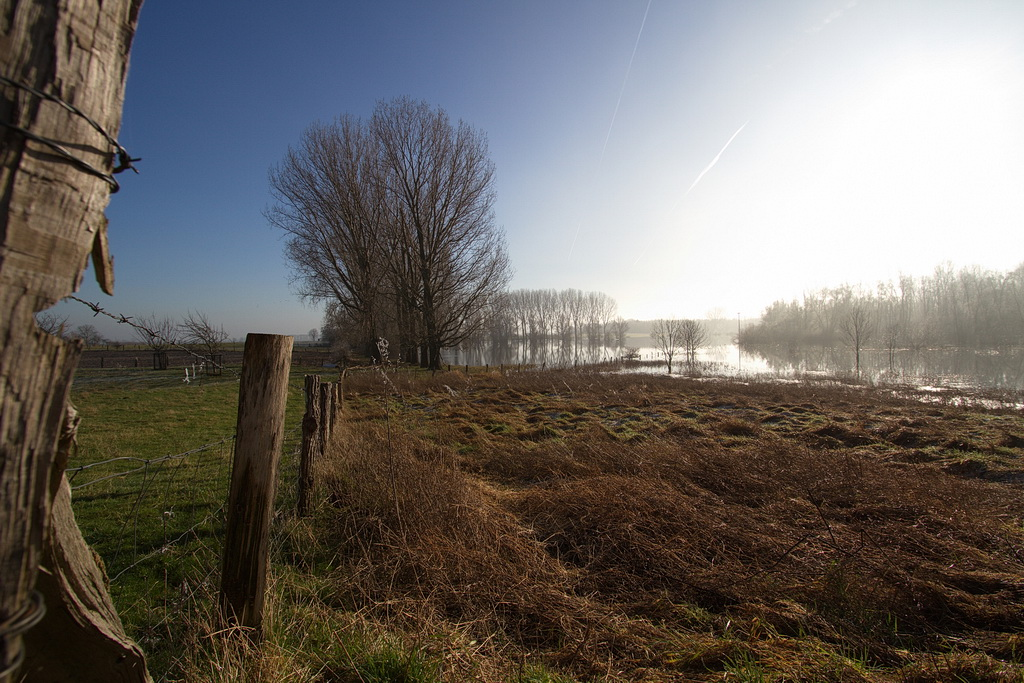
Landschaftsblick
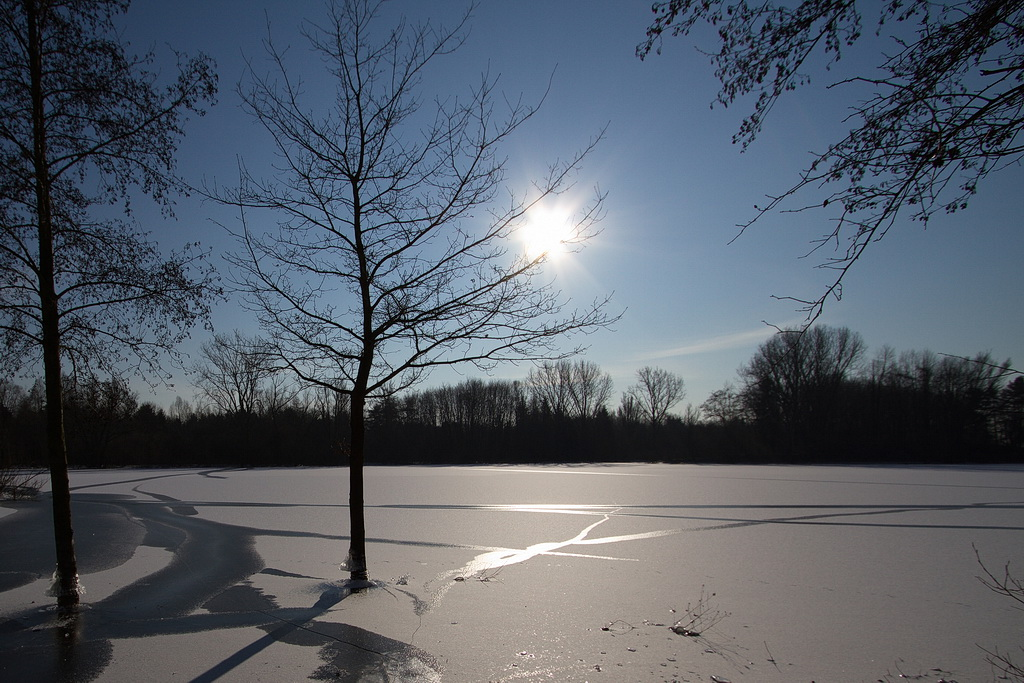
Blick von der 2. Beobachtungskanzel auf die winterliche Bislicher Insel
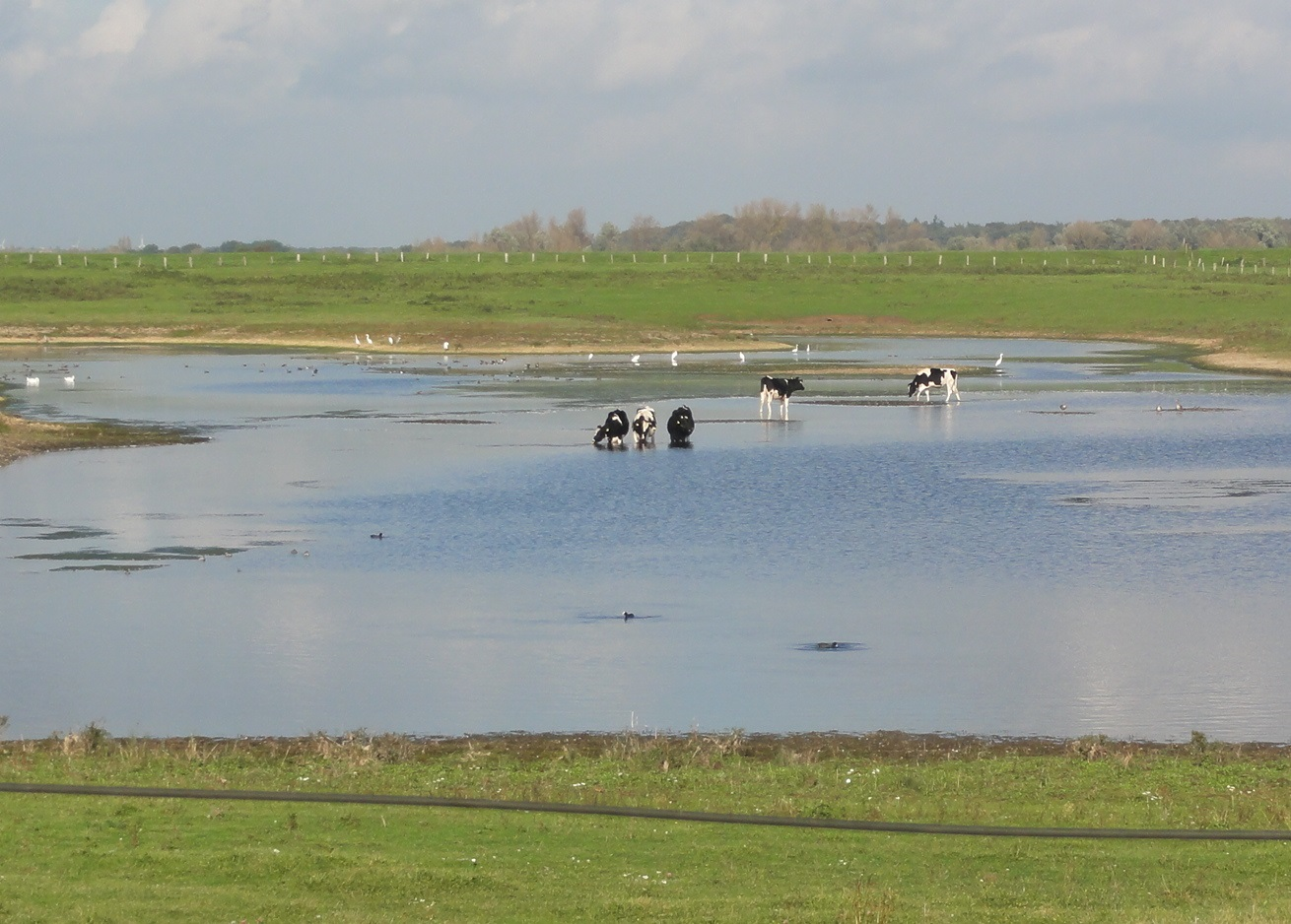
Bislicher Insel: typische Altwasser-Szene

## Tierwelt des Naturschutzgebiets
Die Bislicher Insel hat besonders für Vögel, die auf Feuchtgebiete angewiesen sind, eine große Bedeutung. Zusätzlich lassen sich dort auch eine Vielzahl seltener Schmetterlings- und Schnecken-Arten beobachten. Angesiedelt wurde eine Herde Wasserbüffel. 

### Vogelarten
Neben meist 20.000 bis 30.000 arktischen Wildgänsen (zumeist Grau-, Waldsaat- und Blässgänse) überwintern und nisten hier seltene und vom Aussterben bedrohte Arten. So besteht beispielsweise die größte Kormoran-Kolonie Nordrhein-Westfalens auf der Bislicher Insel, aber auch Nil-, Kanada- sowie Brand- und Zwerggänse haben sich auf der Bislicher Insel angesiedelt. Zusätzlich lassen sich dort auch Störche und Reiher beobachten.
Seit dem Jahre 2000 wurden immer wieder einzelne Störche gesichtet, drei Bruthilfeplätze wurden errichtet. Seit 2005 brüten Jahr für Jahr bis zu drei Storchenpaare auf der Insel, weitere Störche nisten in der Umgebung. Vor dem Herbstflug sammeln sich manchmal bis zu 20 Störche auf den Inselwiesen.
2020 gelang mit zehn bis 15 Brutpaaren im Schutzgebiet der erste Brutnachweis für Löffler im Binnenland Deutschlands.
Als Arten von gemeinschaftlichem Interesse nach den Fauna-Flora-Habitat- und Vogelschutzrichtlinien finden sich im Naturschutzgebiet insbesondere
- Kammmolche
- Bitterlinge, Flussneunaugen und Steinbeißer
- Weißstorch
- Baumfalken
- Schwarzmilane
- Seeadler[6]
- Rohrdommeln
- Flussregenpfeifer
- Wald-, Bruch- und Dunkler Wasserläufer
- Bekassinen, Große Brachvögel, Grünschenkel, Kampfläufer, Rotschenkel, Uferschnepfen
- Gänsesäger, Krickenten, Knäkenten, Löffelenten, Singschwäne, Spießenten, Tafelenten und Zwergsäger
- Kiebitze
- Blässgänse und Waldsaatgänse
- Fluss-Seeschwalben und Trauerseeschwalben
- Nachtigallen
- Teichrohrsänger
- Pirole
- Rohrweihen
- Wachtelkönige
- Wiesenpieper und
- Zwergtaucher.

Einige der beobachteten Vögel der Bislicher Insel
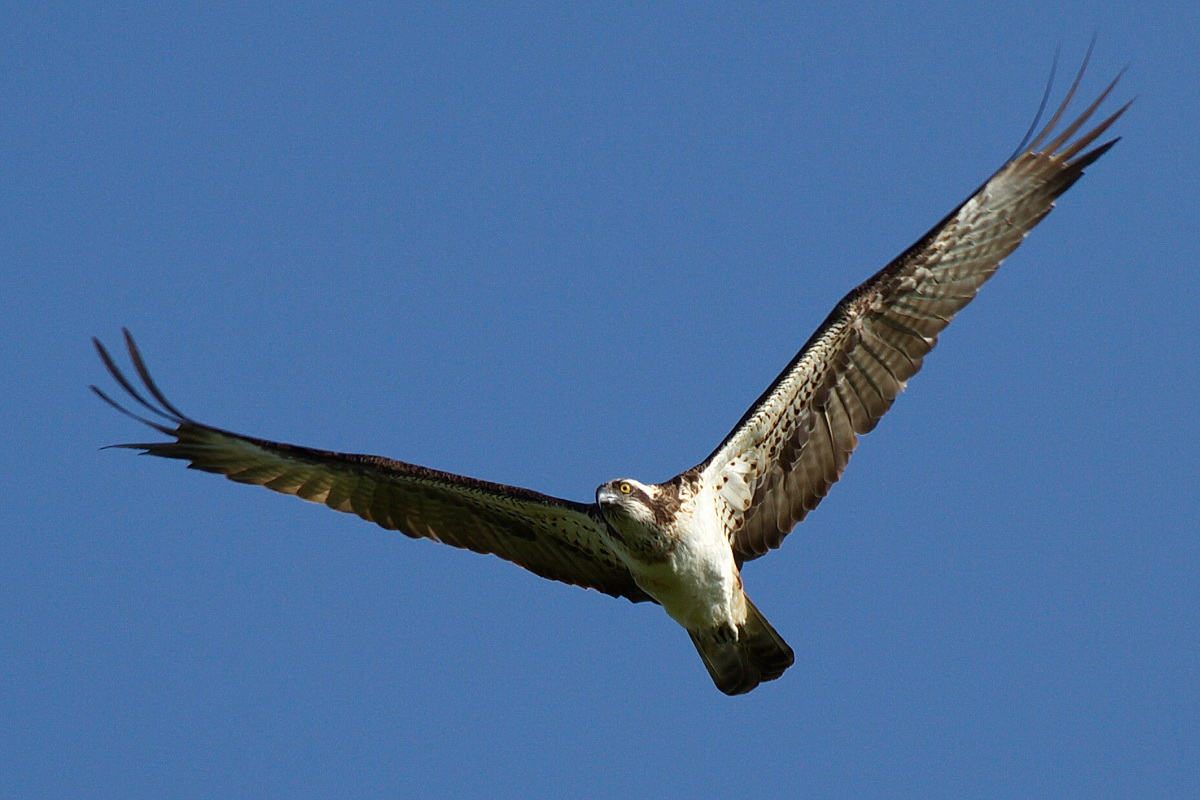
Fischadler
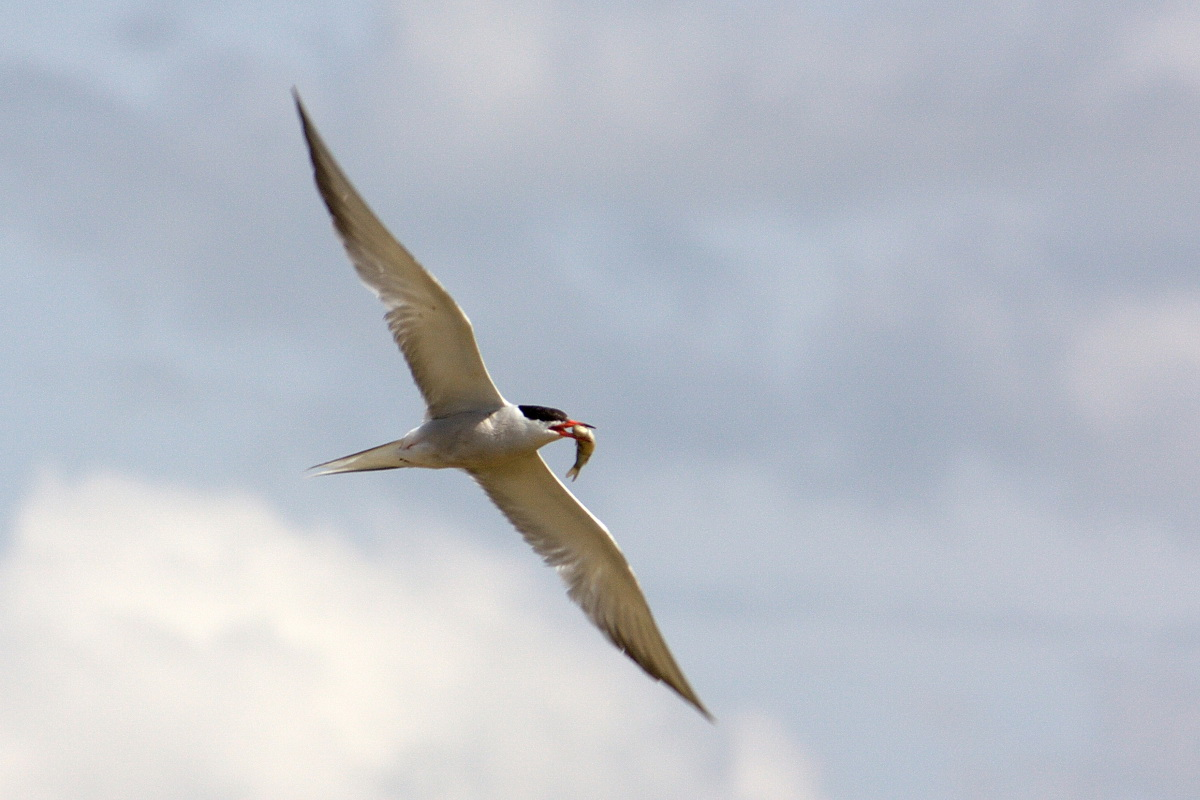
Fluss-Seeschwalbe mit Fischbeute
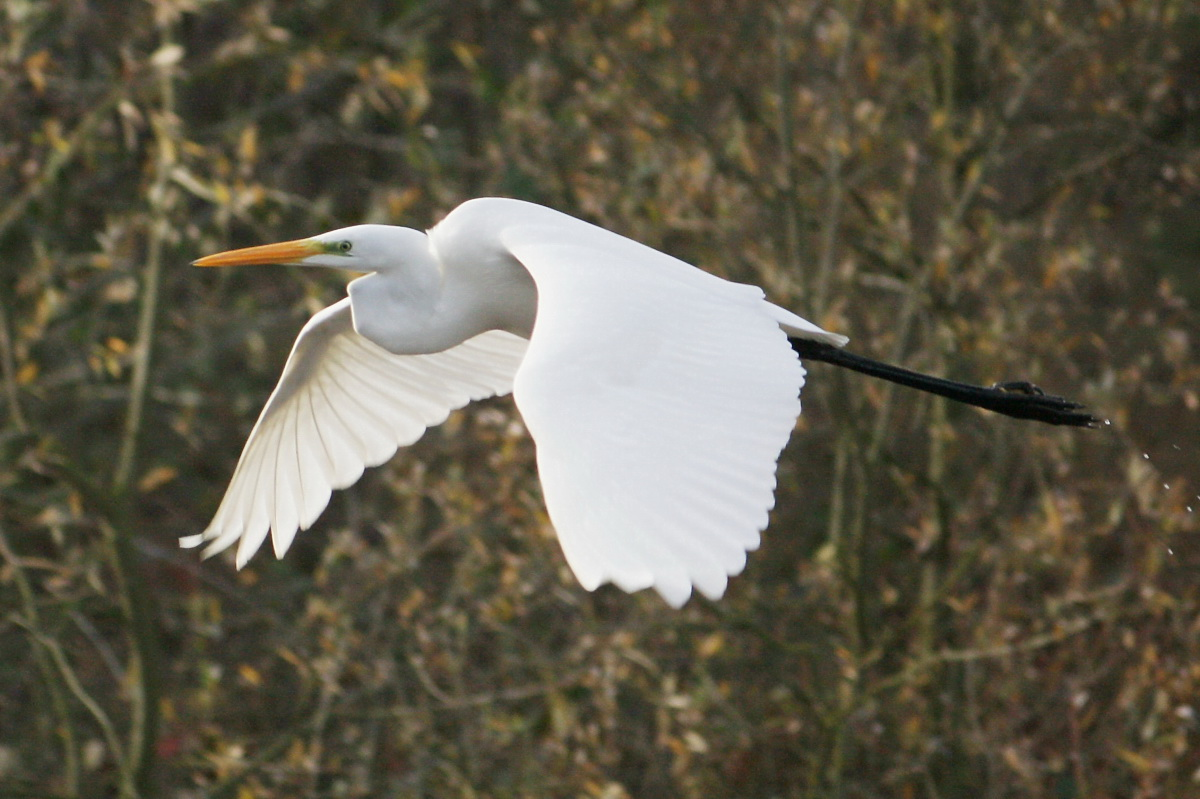
Silberreiher
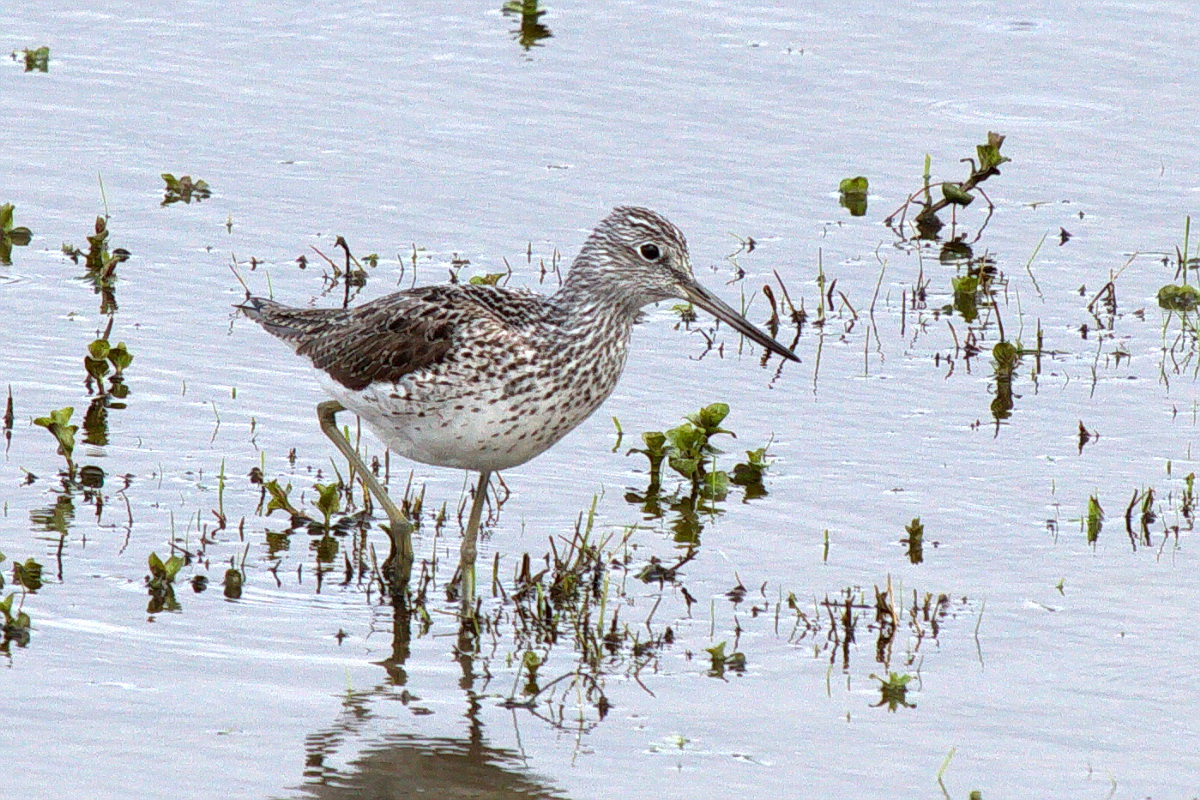
Grünschenkel Limikole
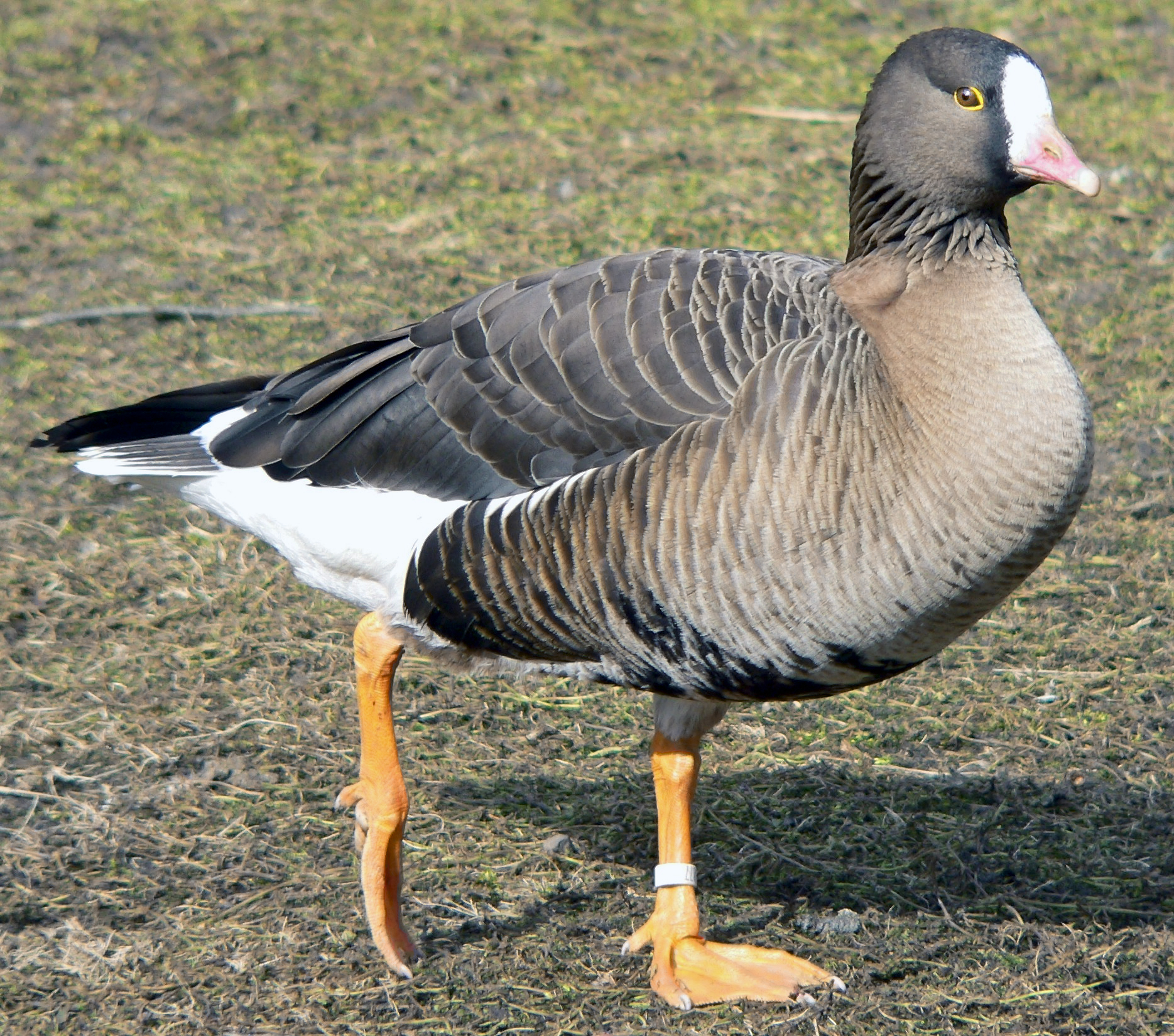
Die seltene Zwerggans überwintert auf der Bislicher Insel
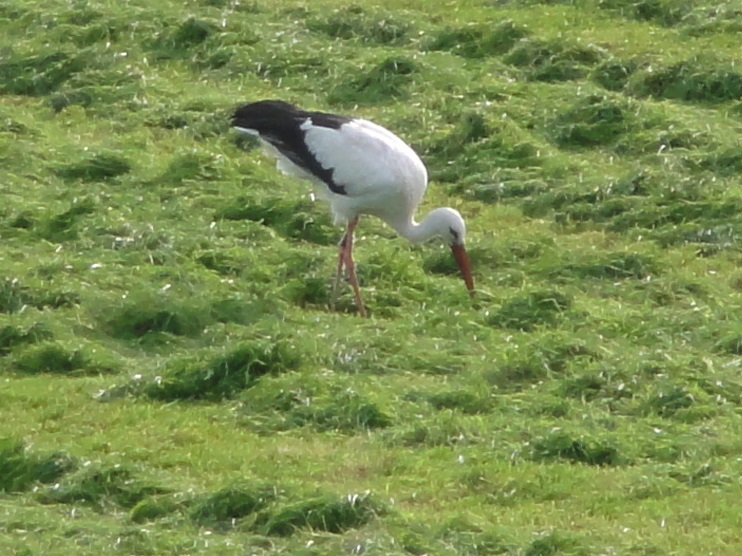
Storch im „Ernteeinsatz“ auf der Bislicher Insel.

Besonders hervorzuheben sind zwei Projekte zur Erhaltung des Artenreichtums:
- Am 12. November 2004 wurden auf der Bislicher Insel in Xanten zwei Biber-Familien mit insgesamt zwölf Tieren ausgesetzt. Hierdurch soll eine neue Population am Niederrhein entstehen, nachdem 1877 der letzte Biber des Niederrheins in Duisburg getötet worden war.
- Bereits 1999 flog der Franzose Christian Moullec in einem Ultraleichtflugzeug, begleitet von 30 Exemplaren der vom Aussterben bedrohten Zwerggänse, von Finnland aus an den Niederrhein. Die Gänse waren kurz nach ihrer Geburt auf einen kostümierten Menschen geprägt und aufgezogen worden. So folgten sie Christian Moullec über eine Route, auf der keine Jagd auf die Gänse gemacht wurde. Zwar stehen Zwerggänse in Europa unter Schutz, doch unterscheiden sie sich äußerlich nur geringfügig von Blässgänsen, bei denen das Jagen erlaubt ist. Im folgenden Jahr konnte beobachtet werden, wie ein Großteil der Zwerggänse erneut auf der vom Menschen vorbestimmten Route zu den Brutgebieten in Finnland und wieder zurück an den Niederrhein gelangte. Um die Bestände der Zwerggänse dauerhaft zu sichern, sollen in den kommenden Jahren mehrere hundert Gänse auf diese Art auf die neue Flugroute geprägt werden.

Das Befahren des Naturschutzgebietes sowie Reiten und Schwimmen ist untersagt, um diese Tiere zu schützen. Im Sommer dient das Naturschutzgebiet ebenfalls als Weideland.

### Fischarten
Aufgrund seiner Genese besitzen die Gewässer der Bislicher Insel eine sehr heterogene Besiedelung mit Fischarten. Die eigentliche Altstromrinne des Rheins weist einen recht niederrheintypischen Artenbestand in nahezu allen Altersstufen auf. Im Rahmen einer Untersuchung 1998 wurden u. a. Karpfen, Aal, Zander, Hecht, Brachse, Kaulbarsch, Flussbarsch, Rotauge, seltener auch Rotfeder, Dreistachliger Stichling, Neunstachliger Stichling, Steinbeißer, Sonnenbarsch, Karausche, Güster, Schleie nachgewiesen.
Gefährdet ist der Fischbestand in der Sommerperiode aufgrund seiner geringen Tiefe und dem hohen Nährstoffgehalt (Hypertrophie), wodurch ungünstige Sauerstoffverhältnisse im Wasser erzeugt werden. Eine regelmäßige Überflutung des Auslaufs der Rinne sichert jedoch die Zuwanderung aus dem Rhein.
Gänzlich anders ist die Konstellation in den ehemaligen Kiesgrubengewässern. Hier zeigen sich aufgrund der selteneren Hochwasserereignisse die in der Region typischen Flussbarsch-Zönosen mit wenigen adulten Tieren und einem hohen Anteil an juvenilen. Mittlere Jahrgänge fehlen nahezu völlig. Begründet wird diese Monozönose durch die trogartigen Ufer mit nahezu fehlenden Laich- und Rückzugsmöglichkeiten für andere Arten.

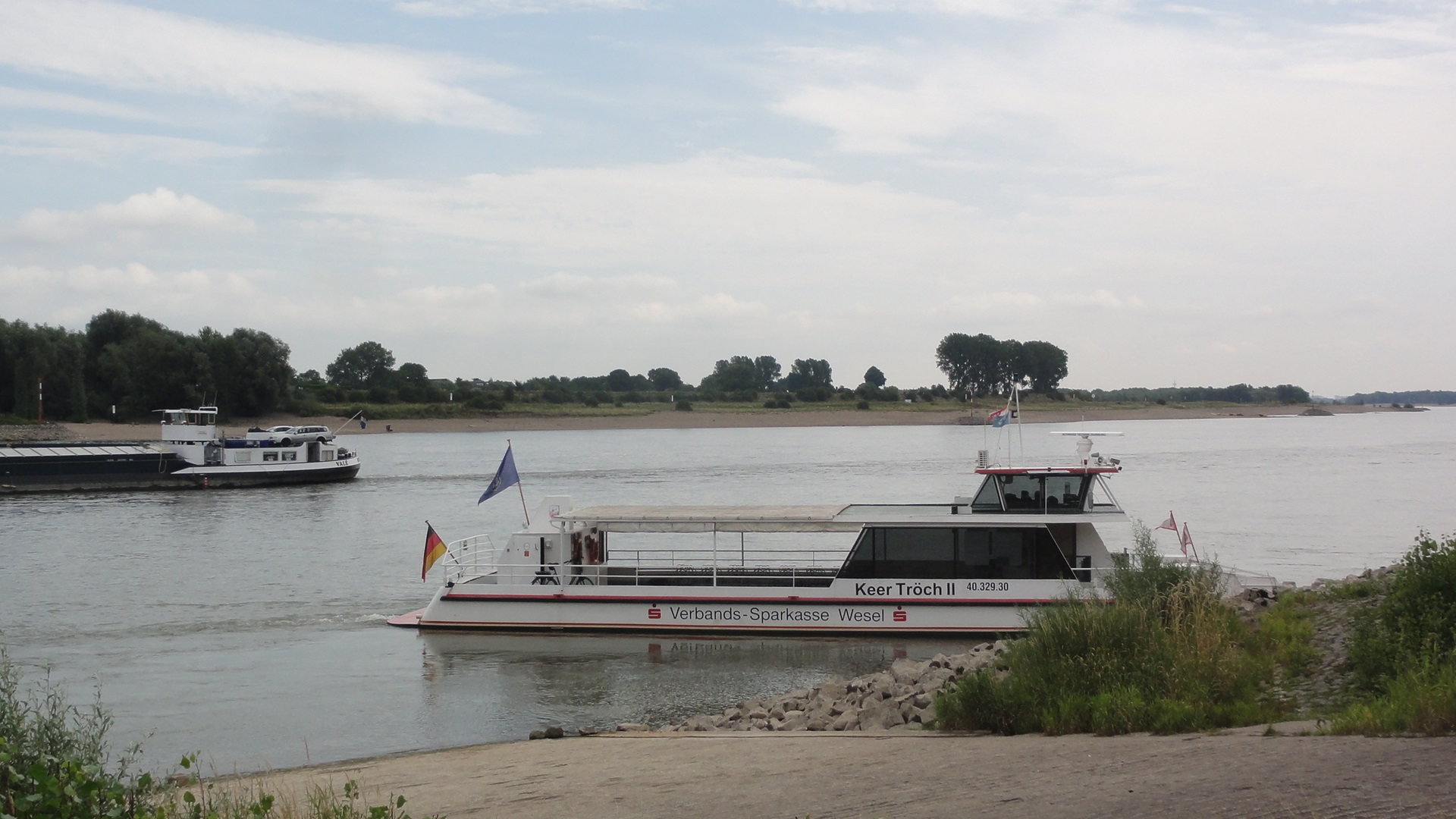
Personen- und Radfahrer-Fähre zwischen Bislicher-Insel (linksrheinisch) und Bislich (rechtsrheinisch)

## Vegetation und Pflanzenwelt des Naturschutzgebiets
Den Großteil der Vegetationsdecke nehmen Pflanzengesellschaften der Flutrasen, Säume, Hochstauden und des Wirtschaftsgrünlandes ein. In den Flutrasen wachsen neben charakteristischen Arten wie Weißes Straußgras (Agrostis stolonifera), Knick-Fuchsschwanzgras (Alopecurus geniculatus) und Platthalm-Binse (Juncus compressus) auch seltenere Arten wie der Erdbeer-Klee (Trifolium fragiferum). An Wegrändern sind z. B. Gewöhnliche Ochsenzunge (Anchusa officinalis), Rosen-Malve (Malva alcea), Nickende Distel (Carduus nutans) und Kurzährige Schwarznessel (Ballota nigra subsp. meridionalis) zu finden. In den stickstoffreichen, feuchten Hochstaudenfluren wachsen an Besonderheiten Gelbe Wiesenraute (Thalictrum flavum) und Sumpf-Greiskraut (Senecio paludosus). Auf der Großen Brennnessel (Urtica dioica) schmarotzt die Europäische Nesselseide (Cuscuta europaea). Besonders hervorzuheben sind die bunt blühenden, artenreichen Wiesen im trockenen Grünland mit Wiesensalbei (Salvia pratensis), Knolligem Hahnenfuß (Ranunculus bulbosus), Feld-Mannstreu (Eryngium campestre) und in der Region sehr seltene auftretende Arten wie Raues Veilchen (Viola hirta), Wiesen-Gelbstern (Gagea pratensis), Wiesen-Kümmel (Carum carvi), Kümmel-Haarstrang (Peucedanum carvifolia), Mittleres Zittergras (Briza media), Kleine Wiesenraute (Thalictrum minus subsp. minus) und Nelken-Sommerwurz (Orobanche caryophyllacea). Am Rheinufer finden sich viele Neophyten ein wie z. B. Eschen-Ahorn (Acer negundo), Mexikanischer Drüsengänsefuß (Dysphania ambrosioides), Hundszahn (Cynodon dactylon) und Argentinischer Nachtschatten (Solanum physalifolium subsp. nitidibaccatum). An einem Wegrand wächst die seltene Französische Segge und an einem Ackerrand kann man den gefährdeten Venus-Frauenspiegel (Legousia speculum-veneris) finden.

## Infozentrum „NaturForum“

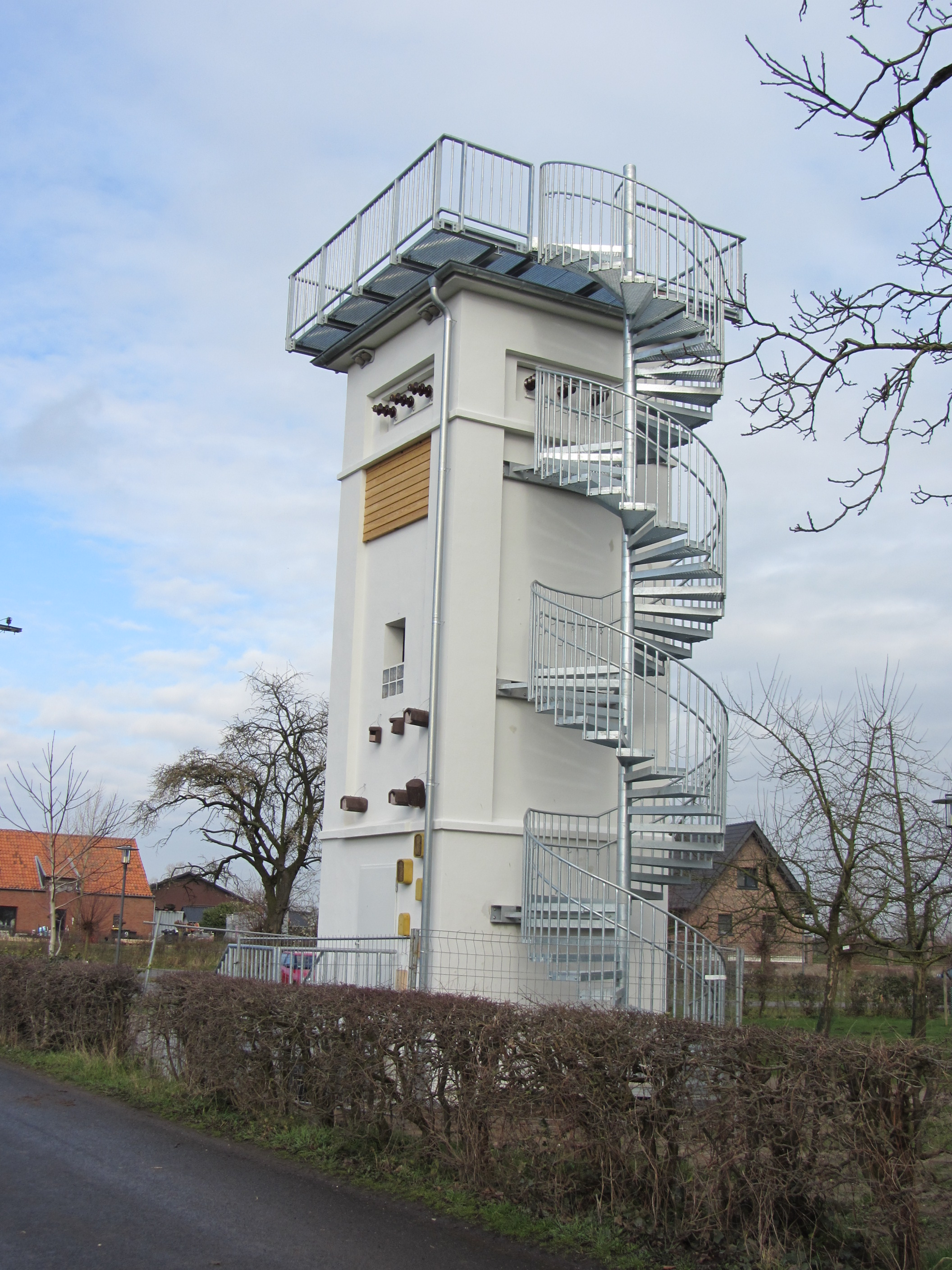
Ehemaliger Trafoturm vom NaturForum umgebaut zum Beobachtungsturm

In einem ehemaligen Gehöft in der Mitte der Insel befindet sich ein Besucherzentrum, welches die Dauerausstellung „AuenGeschichten“ beherbergt. Dieses wird vom Regionalverband Ruhr Grün betrieben. Nach vorheriger telefonischer Anfrage oder per Internet können die Öffnungszeiten des NaturForums erfragt und Führungstermine auf die Insel für Gruppen und Schulklassen vereinbart werden. Die Bislicher Insel verfügt über ein Wanderwegenetz, auch viele Radfahrer unternehmen Touren im Inselbereich, wobei sie mit der in der Nähe während der Sommerzeit anlaufenden Personenfähre auf die andere Rheinseite übersetzen können.